# Nagroda Saturn w kategorii najlepszy film akcji/przygodowy/thriller
Laureaci Saturna w kategorii najlepszy film akcji/przygodowy/thriller:

## Lata 90
1994: Pulp Fiction

nominacje:
- Księga dżungli
- Prawdziwe kłamstwa
- Red Rock West
- Skazani na Shawshank
- Speed: Niebezpieczna prędkość
- Stan zagrożenia

1995: Podejrzani

nominacje:
- Apollo 13
- Braveheart. Waleczne serce
- GoldenEye
- Gorączka
- Siedem
- Szklana pułapka 3

1996: Fargo

nominacje:
- Brudne pieniądze
- Mission: Impossible
- Okup
- Twierdza
- Twister

1997: Tajemnice Los Angeles

nominacje:
- Bez twarzy
- Gra
- Incydent
- Jutro nie umiera nigdy
- Titanic

1998: Szeregowiec Ryan

nominacje:
- Książę Egiptu
- Maska Zorro
- Negocjator
- Prosty plan
- Ronin

1999: Zielona mila

nominacje:
- Arlington Road
- Dosięgnąć kosmosu
- Godzina zemsty
- Świat to za mało
- Utalentowany pan Ripley

## 2000–2009
2000: Przyczajony tygrys, ukryty smok

nominacje:
- Aniołki Charliego
- Gladiator
- Gniew oceanu
- Niezniszczalny
- Patriota
- Traffic

2001: Memento

nominacje:
- Braterstwo wilków
- Człowiek, którego nie było
- Helikopter w ogniu
- Mulholland Drive
- Prześladowca

2002: Droga do zatracenia

nominacje:
- Czerwony smok
- Śmierć nadejdzie jutro
- Tożsamość Bourne’a
- xXx
- Zdjęcie w godzinę

2003: Kill Bill Vol. 1

nominacje:
- Ostatni samuraj
- Tożsamość
- Włoska robota
- Wzgórze nadziei
- Zaginione

2004: Kill Bill Vol. 2

nominacje:
- Aviator
- Kandydat
- Krucjata Bourne’a
- Skarb narodów
- Upiór w operze
- Zakładnik

2005: Sin City: Miasto grzechu

nominacje:
- Historia przemocy
- Kiss Kiss Bang Bang
- Pan i pani Smith
- Oldboy
- Plan lotu
- Red Eye

2006: Casino Royale

nominacje:
- Flyboys – bohaterska eskadra
- Infiltracja
- Mission: Impossible III
- Notatki o skandalu
- Pachnidło: Historia mordercy

2007: 300

nominacje:
- 3:10 do Yumy
- Aż poleje się krew
- Szklana pułapka 4.0
- To nie jest kraj dla starych ludzi
- Ultimatum Bourne’a
- Zodiak

2008: Mroczny Rycerz

nominacje:
- 007 Quantum of Solace
- Gran Torino
- Oszukana
- Walkiria
- Zdrajca

2009: Bękarty wojny

nominacje:
- 2012
- Bracia
- Prawo zemsty
- Sherlock Holmes
- The Hurt Locker. W pułapce wojny
- W imieniu armii

## 2010–2019

### Najlepszy film akcji/przygodowy
2010: Salt

nominacje:
- The Green Hornet 3D
- Niepowstrzymany
- Niezniszczalni
- Prawdziwe męstwo
- Red
- Robin Hood
- Salt

2011: Mission: Impossible – Ghost Protocol
2012: Skyfall